# Burra (Australia)
Burra è una città dell'Australia Meridionale (Australia); essa si trova 150 chilometri a nord di Adelaide ed è la sede della Municipalità di Goyder. Al censimento del 2006 contava 978 abitanti.

## Storia
I primi insediamenti nacquero intorno al 1845, quando i primi coloni scoprirono che la zona era ricca di giacimenti minerari di rame. Nel corso degli anni si svilupparono diverse comunità minerarie, e solamente nel 1940 le comunità di Aberdeen, New Aberdeen, Kooringa, Llwchwr, Redruth e Graham si unirono per formare un'unica città, Burra.